# Chicos ricos
Chicos ricos és una pel·lícula de l'Argentina filmada en colors dirigida per Mariano Galperín sobre el seu propi guió escrit en col·laboració amb Sergio Bizzio que es va estrenar el 9 de novembre de 2000 i que va tenir com a actors principals a José María Monje, Iván González, Victoria Onetto i Martín Adjemián.
La productora MAO pertany al director Mariano Galperín, al fotògraf Alejandro Giuliani i al sonidista Omar Jadur. És l'última pel·lícula de Darío Vittori, la segona de Galperín després de 1000 boomerangs (1995) i el debut de la model i conductora Déborah del Corral.

## Sinopsi
Dos premiats creatius publicitaris organitzen una festa en la seva mansió i són sorpresos per un lumpen i el seu fill que intenten robar-los per a pagar els seus deutes amb un prestador que els amenaça.

## Repartiment
- José María Monje…Andy Bieri
- Iván González…Tomás Cohen
- Victoria Onetto…Marisol
- Deborah de Corral…Suky
- Martín Adjemián…Osvaldo
- Erasmo Olivera…Lalo
- Divina Gloria…Tucán
- Luis Ziembrowski…Medina
- Sebastián Borensztein…García
- Darío Víttori…Rubén
- Lorena Ventimiglia…Mujer de Andy
- Victoria Solarz

## Comentaris
Martín Pérez a Página/12 va escriure:
| « | «Sostingut en gran manera per gags escampats aquí i allà –alguns més reeixits que altres- Nois rics ni tan sols intenta ser el film desvergonyidament eròtic que demana a crits la nuesa de la Onetto, per a quedar-se atrapat en la persecució d'unes suposades bones intencions.» | » |

Ámbito Financiero va escriure:
| « | «El film endarrereix en la seva moralitat 40 anys: els rics són dissoluts i cruels i els assaltants són violents per necessitat.» | » |

Diego Batlle a La Nación va opinar:
| « | «…una hora de desventures, accidents, abusos físics i situacions absurdes, més un grapat de flashbacks que intenten justificar amb fets del passat, les accions dels personatges.» | » |

Manrupe i Portela escriuen:
| « | «…avorrit film eròtic, anacrònic en temps de canals XXX codificats i amb el tio de situacions ja fatigades a La sartén por el mango (Manuel Antín, 1971).» | » |